# Nicolás García Mayor

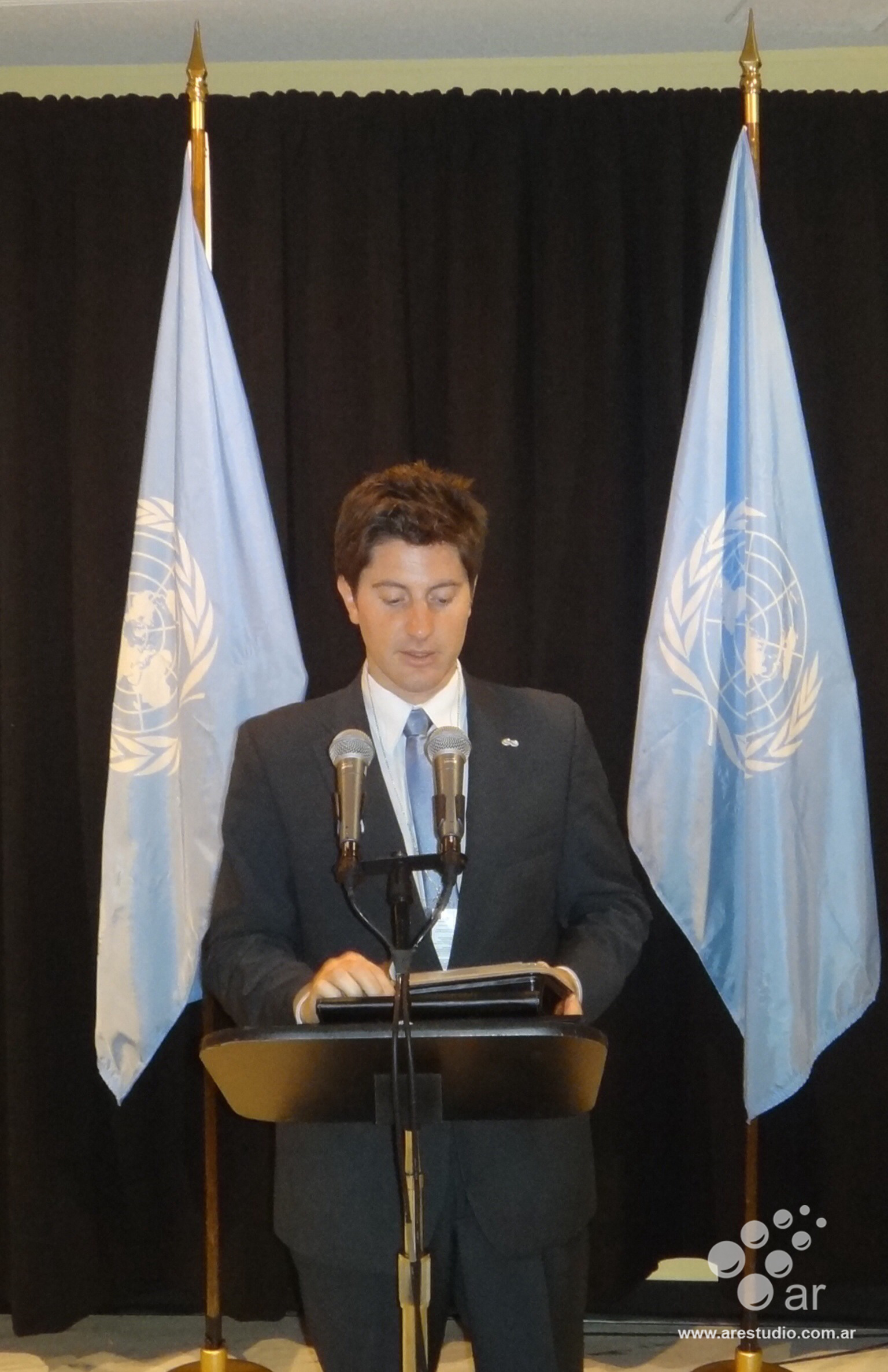

Nicolás García Mayor (n. Bahía Blanca, 15 de diciembre de 1978) es un diseñador industrial y emprendedor argentino que ha enfocado sus desarrollos a la innovación social, la ayuda humanitaria y la preservación del medio ambiente.  
Orador y mentor de gobiernos y empresas globales. Reconocido por la JCI TOYP de Naciones Unidas como uno de los Diez Jóvenes Sobresalientes del Mundo 2014 por su contribución a la Niñez, la Paz Mundial y los Derechos Humanos. Ha sido invitado al Vaticano y recibido por el Papa Francisco, quien lo felicitó por sus proyectos Humanitarios. Ha recibido el reconocimiento de Embajador Marca País
, según la presidencia de la República Argentina "constituye un verdadero orgullo para el país".

## Biografía
Nació el 15 de diciembre de 1978 en Bahía Blanca (ciudad del sur de la Provincia de Buenos Aires, Argentina). Luego de obtener su título de Técnico en Computación, se mudó a la ciudad de La Plata y desarrolló su carrera de grado en Diseño Industrial en la Universidad Nacional de La Plata, Facultad de Bellas Artes, para realizar más tarde un Postgrado en EcoDesign (diseño ecológico). 
En 2000 fundó Ar estudio, empresa dedicada a solucionar problemas de diseño de manera interdisciplinaria. En 2001, para su trabajo final de tesis, desarrolló un sistema de refugios habitacionales de emergencia, el CmaxSystem. para refugiar a las poblaciones afectadas por catástrofes naturales o conflictos bélicos. 
Luego de graduarse como Diseñador Industrial, en el año 2003, se fue a vivir a Barcelona, España, donde diseñó y desarrolló nuevos productos y obras de arquitectura para diferentes compañías y entes gubernamentales. 
En 2004 de vuelta en Argentina, reabrió Ar estudio en su ciudad natal, y realiza trabajos para distintas empresas y gobiernos de Argentina y del mundo.
En 2009 García Mayor fue fundador y presidente del Departamento de Jóvenes Emprendedores de la Unión Industrial de Bahía Blanca, un espacio de apoyo para los jóvenes empresarios y emprendedores de la Región. Ha diseñado y desarrollado más de 200 proyectos. Desde un destapador de botellas, un tren de alta velocidad en China, un hotel en Barcelona, una Serie de Iluminaria Ecológica entre otras obras y productos de diseño Industrial. Ha dictado charlas, talleres y clases en universidades de todo el mundo y ha realizado consultorías para el desarrollo de productos en empresas y organismos en distintos puntos del mundo.
En 2012 nace la fundación de ar estudio llamada Fundacionar, como fundador y presidente han desarrollado proyectos humanitarios en toda argentina y en países de Latinoamérica como Colombia y Guatemala. Desde donaciones de prótesis de manos y brazos hechos con impresoras 3D hasta vehículos eléctricos para recolectores urbanos, Centros de atención a niños desnutridos, Centros comunitarios, comedores para niños y hogares para ancianos de barrios pobres y marginados.
En 2016 junto a un grupo de trabajo multidisciplinario abren en Washington D. C. de los Estados Unidos las primeras oficinas de Cmax System Inc. como Corporación de Bien Público (Public Benefits Corporation) proyecto de urbanizaciones de asistencia inmediata para dignificar la vida de las poblaciones refugiadas del mundo. Acompañando la labor humanitaria crea Cmax Foundation, fundación enfocada en restablecer las viviendas, escuelas, hospitales y atender las necesidades de las sociedades golpeadas por catástrofes naturales y conflictos bélicos.

## Reconocimientos

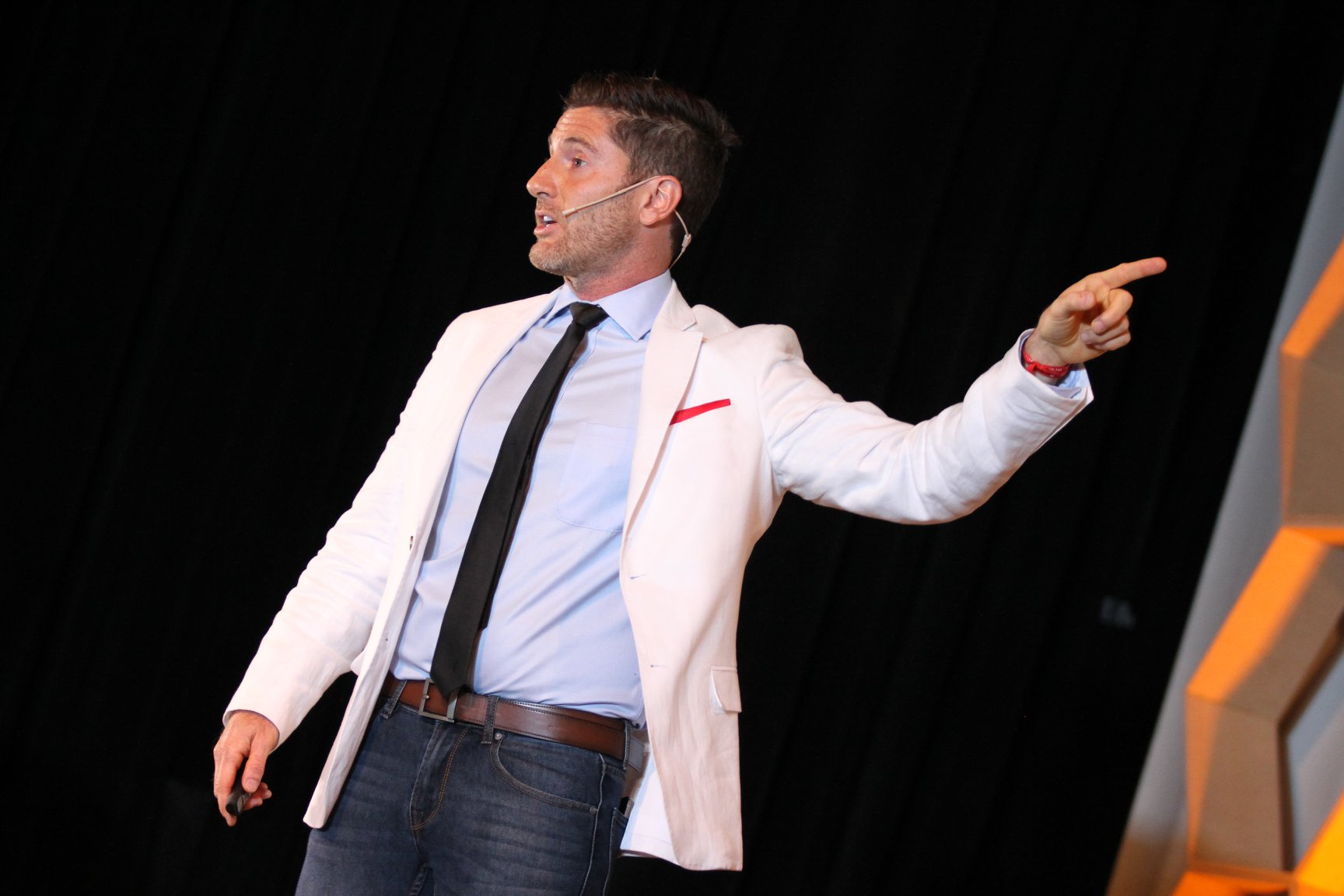
Nicolás García Mayor - Sustainable Brands

- Seleccionado como representante de Argentina de jóvenes Innovadores Creativos para integrar la red de líderes que colaboren en la resolución de problemas de interés mundial, Salzburg Global Seminar. Salzburgo, Austria 2015.
- Reconocimiento como Graduado Destacado otorgado por el Consejo Directivo de la Facultad de Bellas Artes de la Universidad Nacional de La Plata
- Nominado a los premios Business for Peace 2015, entregado a “líderes empresariales cuyas acciones y compromisos constituyen un aporte excepcional a la promoción del comportamiento ético y la paz” en Oslo, Noruega.
- Distinción a la labor profesional 2013, otorgada por la Cámara de Senadores de la provincia de Buenos Aires.
- Distinción por la actividad profesional 2013, otorgada por el Colegio de Diseñadores Industriales de Buenos Aires.
- Galardón JCI TOYP 2014 Leipzig, Alemania Joven sobresaliente del mundo por la Contribución a la niñez, la paz mundial y los Derechos Humanos.[1][8]
- Galardón JCI TOYP 2013 Joven sobresaliente de Argentina por la Contribución a la niñez, la paz mundial y los Derechos Humanos.[9]
- Galardón JCI TOYP 2013 Joven sobresaliente de la Provincia de Buenos Aires por la Contribución a la niñez, la paz mundial y los Derechos Humanos.[10]
- “Reconocimiento Ciudadano” otorgado en 2014 por el Honorable Concejo Deliberante de Bahía Blanca, por los méritos alcanzados en el ámbito humanitario.[11]
- Declarado Huésped de Honor por el gobierno de Río Grande en 2014.[12]
- Premio al Creativo Argentino 2014 otorgado por el Círculo Creativo Argentino, premio que se entrega a las personas que se destacan por su originalidad e ingenio. Este mismo premio lo han recibido personas destacadas como: Clorindo Testa, Jorge Guinzburg, Alfredo Casero, Jorge Lanata, Gustavo Santaolalla, Juan Carr, Diego Capussotto, Adrián Paenza, Mario Pergolini, entre otros.
- Distinción “Líderes para el Desarrollo: Gobernador Enrique Tomás Cresto 2014” otorgada por La Cámara de Senadores de la Nación por su trabajo en beneficio de sus comunidades y el progreso de la sociedad. La distinción forma parte del Programa de Apoyo a las Iniciativas de los Gobiernos Locales, y es entregada en forma conjunta por la Federación Argentina de Municipios (FAM), la Federación Latinoamericana de Ciudades, Municipios y Asociaciones de Gobiernos Locales (Flacma), la Asociación Shalom, y el Senado de la Nación.
- Premio Exportar 2013 entregado por la Fundación Exportar por su contribución al desarrollo del país y la exportación de valor agregado.[13]
- Ar estudio, elegido como representante de la Argentina en la exposición de diseño industrial Maison et Objet 2013 en París -Francia.
- Ar estudio, premiado en 2014 con el Galardón Internacional Star for Leadership in Quality (ILQ) en el Palacio de Congresos de París.
- Reconocimiento “Embajador de Argentina marca país” por el Ministerio de Turismo de la Nación.
- Cmax System, seleccionado por la Cancillería Argentina para representar al país en el Foro Internacional para el Desarrollo de la Ayuda Humanitaria 2013 realizado en Washington D. C..
- Cmax System, seleccionado por la Cancillería Argentina para representar al país en el Congreso Internacional de Ayuda Humanitaria y Desarrollo en Dubái DIHAD 2013.
- Invitado de Honor de las Naciones Unidas ONU para presentar el Cmax System en la 68.ª General Assembly frente a los representantes del mundo en septiembre de 2013.
- Distinción por la oficina de Ayuda Humanitaria de Naciones Unidas OCHA por su participación como panelista en diciembre de 2013 en la Regional Meeting on International Mechanisms for Humanitarian Assistance in Latinamerica and The Caribbean in United Nations Headquarters in New York.
- Reconocimiento Empresa Innovadora en 2012 del Ministerio de Producción, Ciencia y Tecnología de la Provincia de Buenos Aires.
- Primer premio PyMEs innovadora en 2013 del Ministerio de Producción, Ciencia y Tecnología de la Provincia de Buenos Aires.
- Seleccionado dentro de los 15 estudios más destacados del mundo, por la consultora Marcus Evans para el Industrial Design Summit in Cannes 2010 como consultor de empresas líderes como BMW, Audi, Coca Cola, Google, Facebook y Electrolux entre otros.
- Premio a la Empresa Bahiense con Compromiso y Responsabilidad Social 2010 por la Corporación de Comercio, Industria y Servicios de Bahía Blanca.
- Selección para el Catálogo Innovar Argentina 2010/2011/2012/2013 por el Ministerio de Ciencia y Tecnología de la Nación Argentina.
- Primer premio, como Mejor Campaña internacional de Concientización en Seguridad Industrial por la compañía Cargil en 2010.
- Primer premio, como Mejor Campaña internacional de Concientización en Seguridad Industrial por la compañía Cargil en 2008.
- Reconocimiento de la compañía Petrobras por el diseño de herramientas y válvulas de seguridad para maniobras en refinerías en 2005.
- Declaración de Interés de la Cámara de Diputados de la Provincia de Buenos Aires por el proyecto Cmax System en 2002.
- Declaración de Interés del Honorable Concejo Deliberante de Bahía Blanca por el proyecto Cmax System (Habitáculo de Emergencia) en 2002.
- Reconocimiento del Ministerio de Seguridad de la Provincia de Buenos Aires por los proyectos realizados a la Policía Científica en 2000.

## Cmax System
Cmax es un sistema de refugios de emergencia que provee asistencia habitacional inmediata para personas sin hogar. Fue creado para dignificar y mejorar la calidad de vida de personas damnificadas por catástrofes naturales, guerras, etc. Este invento que combina las características de una carpa y un tráiler, consta de refugios de emergencia, unidades sanitarias y kits de supervivencia. El sistema fue diseñado para operar en una Red Global de Asistencia al Refugiado que permite una respuesta inmediata y propicia la solidaridad entre naciones.. En 2013 el Cmax System fue elegido por la Cancillería argentina para participar del Foro Internacional para el Desarrollo de la Ayuda Humanitaria realizado en Washington. En ese evento, donde se reúnen distintas organizaciones internacionales como la ONU y Cruz Roja, el habitáculo de emergencia recibió innumerables elogios y la petición de que su presentación sea el tema de apertura de las Asambleas Generales de la ONU en septiembre de ese mismo año. Esa fue la ocasión donde García Mayor presentó  el sistema a los exponentes más importantes de las Naciones del mundo, en la Sede Central de la ONU en Nueva York. Este invento de ayuda humanitaria también llegó a manos del Papa Francisco, en una entrevista que le proporcionó a García Mayor, en la que lo alentó a no bajar los brazos y dijo que “el proyecto ya estaba bendecido por Dios”.

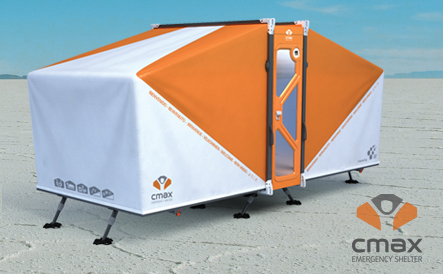
Cmax System housing shelter

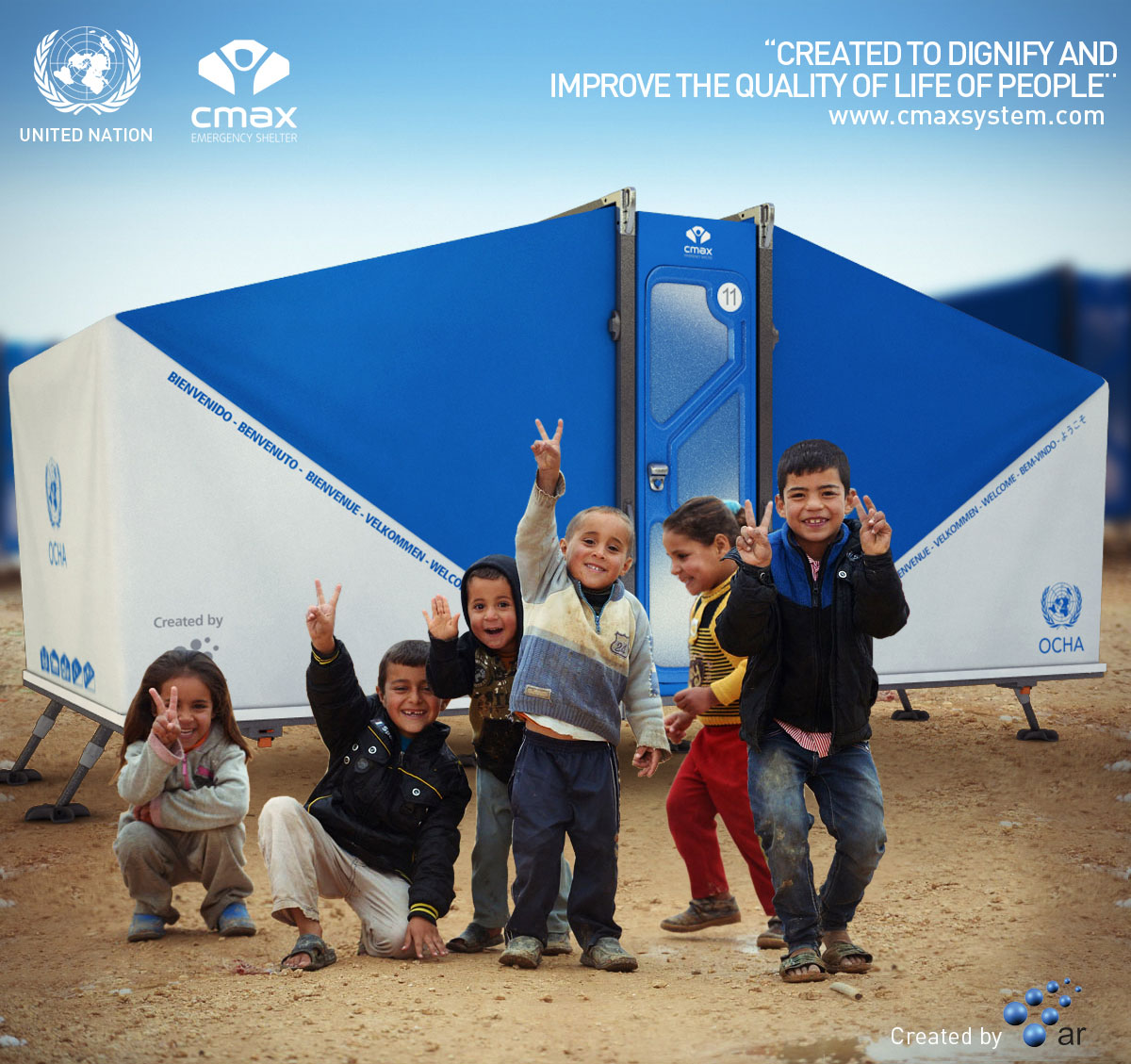
Cmax System refugee camp

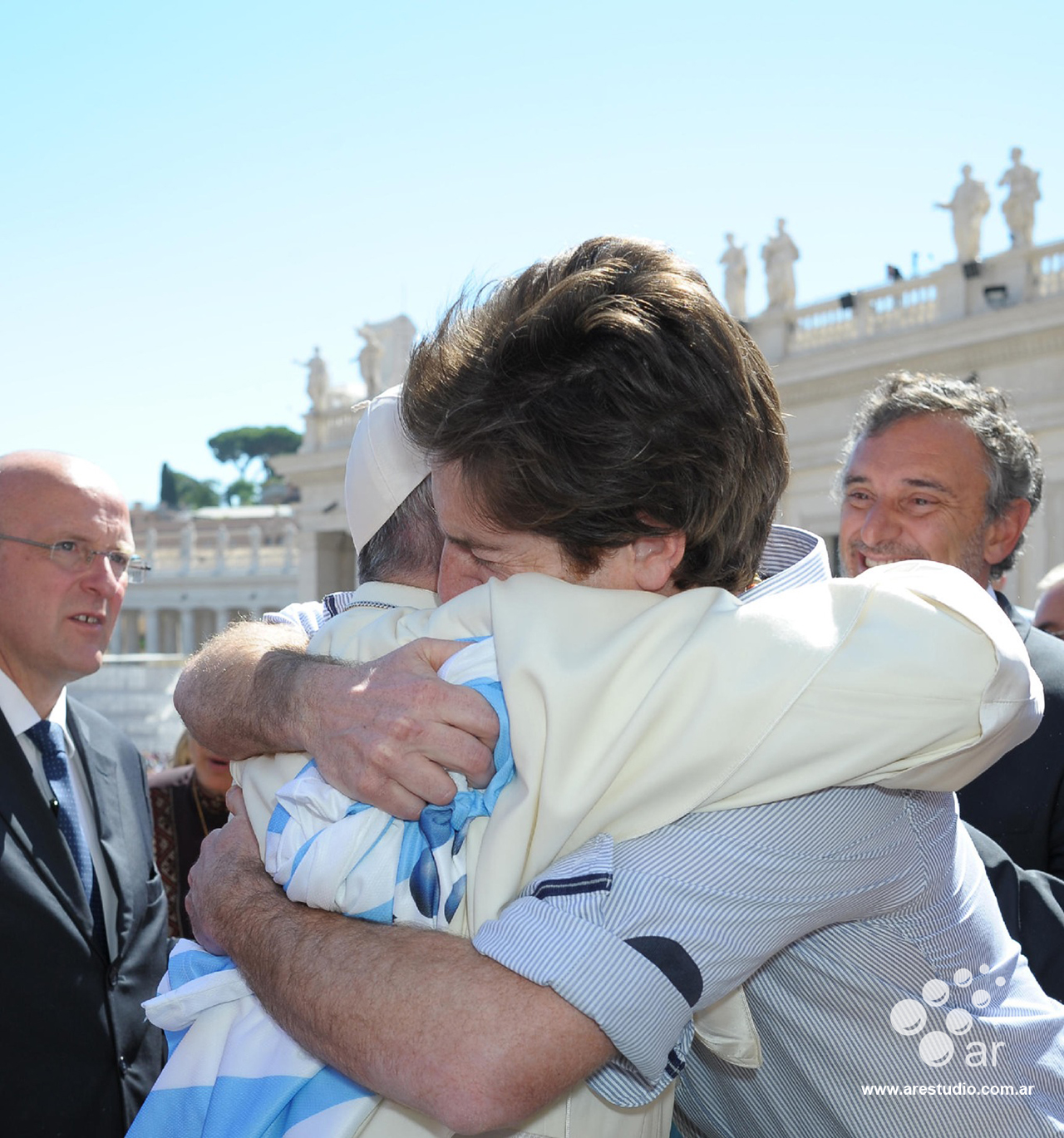
Nicolás García Mayor hugging Pope Francisco

El sistema cmax será presentado en el stand argentino en DIHAD (el Congreso Internacional de Ayuda Humanitaria y Desarrollo EN Dubái ) 2014, en Dubái.

## Cmax Foundation
Cmax Foundation La Fundación Cmax trabaja en colaboración con distintas agencias internacionales, gobiernos y corporaciones para asistir de manera inmediata a las personas afectadas por catástrofes y/o conflictos bélicos. El objetivo de la fundación es donar los refugios Cmax System para ayudar a las familias más vulnerables y desprotegidas del mundo..

## Ar estudio
Ar es un estudio de Diseño y desarrollo de innovaciones, que en repetidas ocasiones fue premiado por sus logros en tal campo Ar estudio cuenta con experiencia nacional e internacional en el campo del Diseño ya sea de productos, espacios físicos o imagen integral de empresas. Compuesto por un equipo creativo interdisciplinario de jóvenes profesionales que crean soluciones para mejorar la calidad de vida de las personas.

## Proyectos  relevantes

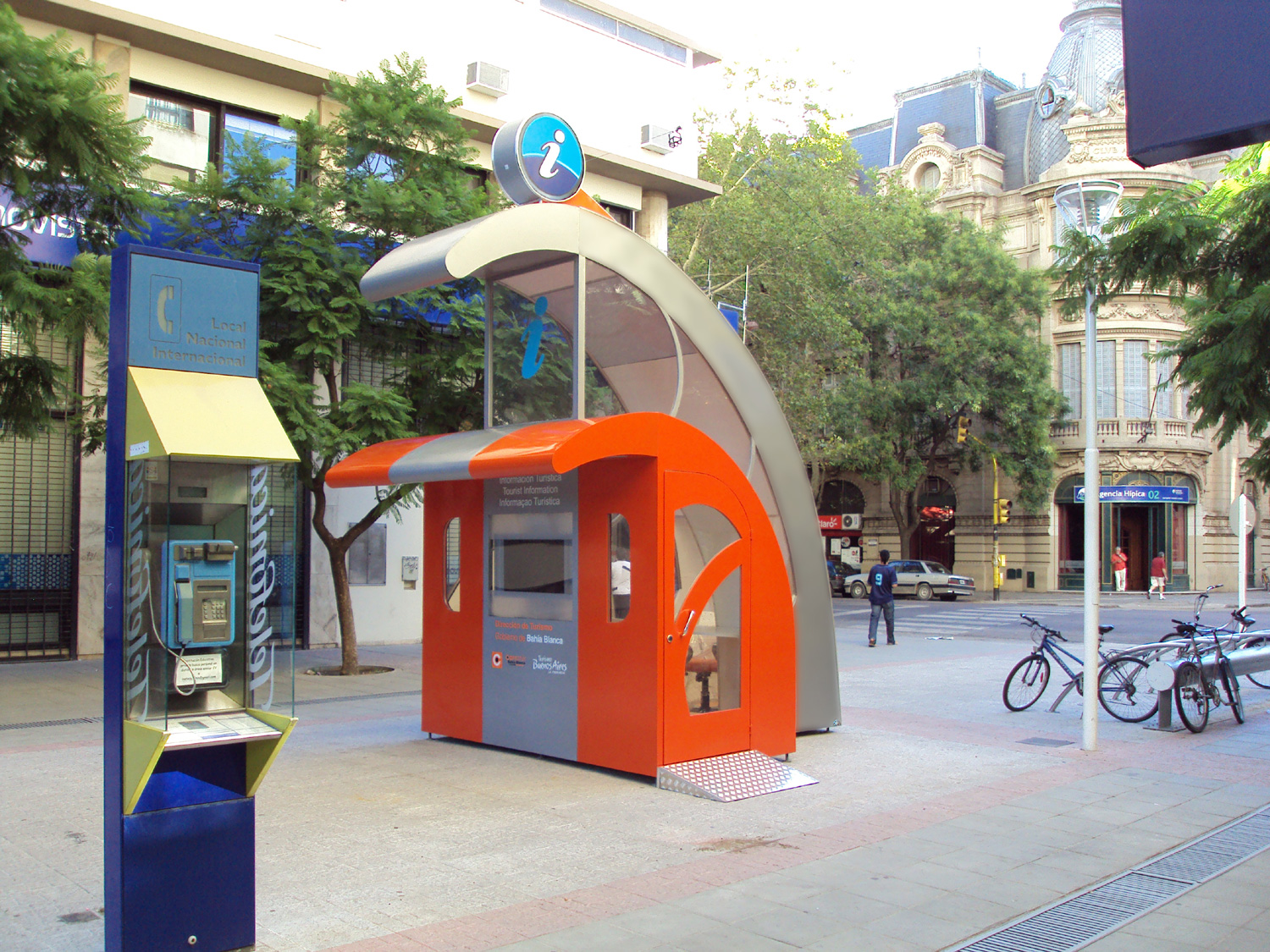
Puesto de Informes Turísitcos de Bahía Blanca

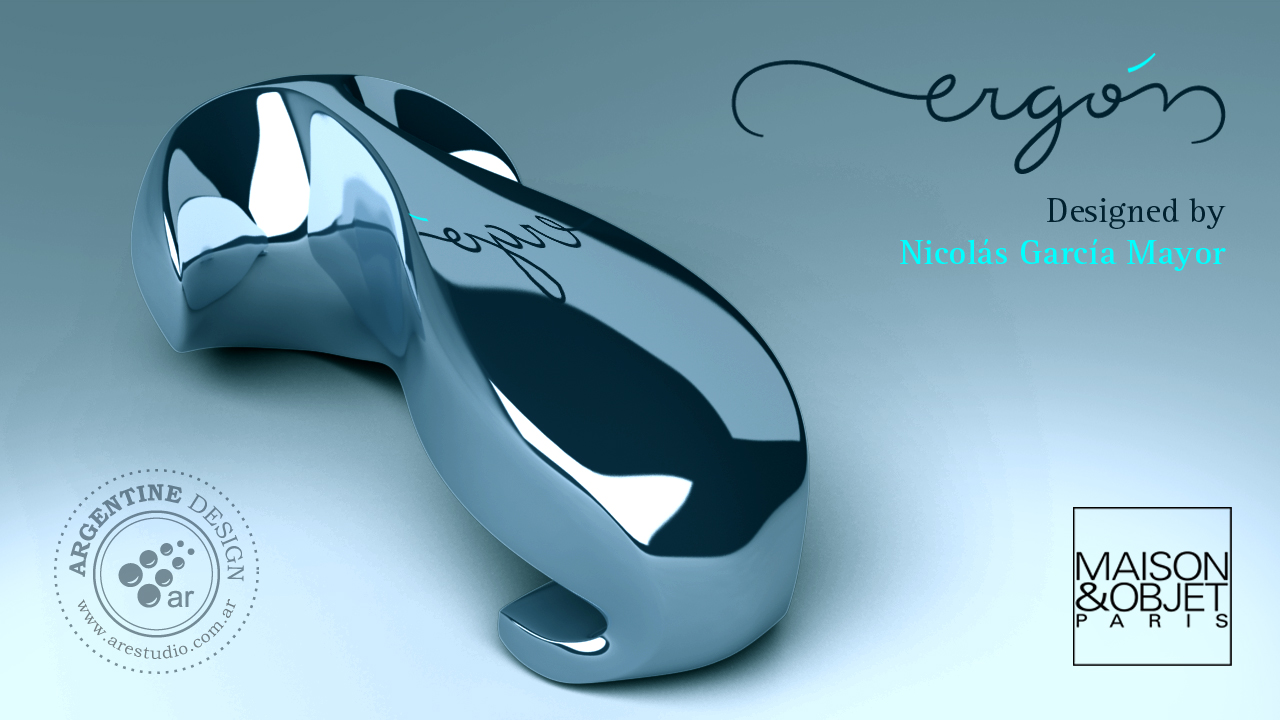
Ergon destapador

- Hotel Urbis - Interior design - (Tarragona/España)
- Cmax System (Refugio de emergencia)
- Vehículo eléctrico para Recicladores Urbanos (Tricicleta eléctrica TATO)[20]
- Equipo de Rally DAKAR Desert Racing Team (Argentina)
- Oficinas Deportivo Olé Clarín (Buenos Aires/Argentina)
- Puesto de Informes Turísticos (Bahía Blanca/Argentina)[21]
- Unidad Móvil de Criminalística - Policía Científica (La Plata/Argentina)
- Maletines para Pericias Policiales - Policía Científica (La Plata/Argentina)
- Válvula de Segado de Torres de Catalizadores - Petrobras (Bahía Blanca/Argentina)
- Showroom Mitsubishi (Bahía Blanca/Argentina)
- Puesto de venta Urbano(Bahía Blanca/Argentina)
- Señalización Puerto de Bahía Blanca (Bahía Blanca/Argentina)
- Branding Zona Franca Buenos Aires Sur S.A. (Coronel Rosales-Bahía Blanca/Argentina)
- Botellón Light (luminaria de botellas de plástico recicladas)
- Delia light (luminaria de botellas de vidrio recicladas)

## Fundacionar
Fundacionar Fue fundada y es actualmente presidida por Nicolás García Mayor. Surge con la idea de impulsar un cambio en el mundo mediante la innovación humanitaria y la promoción de los 8 Objetivos de Desarrollo del Milenio de la ONU.
Su visión es la de un mundo donde la gente desprotegida y vulnerable tenga acceso a una mejor, más digna y feliz vida. Su misión es promover y apoyar ideas innovadoras que ayuden a mejorar la calidad de vida de la gente, mediante la entrega de soluciones a los problemas humanitarios mundiales. Su fin último es lograr la implementación de una Red Mundial de Asistencia a Refugiados que reducirá la mortalidad infantil, mejorará la salud materna, ayudará a combatir enfermedades y promoverá la hermandad entre naciones y el diálogo permanente para el Desarrollo Sustentable.
Estos objetivos se desarrollan en 6 ejes de acción:
- Apostar a las nuevas generaciones
- Cuidar nuestro planeta
- Proteger la salud de las personas
- Refugiar a los desamparados
- Promover la educación y la investigación
- Patrocinar las actividades artísticas
- Honrar y cuidar a los abuelos vulnerables